# Individualism
Individualism (latin individuum, odelad eller odelbar, se individ), avser i allmänt språkbruk att ge emfas åt den enskilda, och därför motsats till, och även ofta på bekostnad av, gruppen. Avser även enskilda människors initiativ och deras frihet i generell bemärkelse.

## Politisk individualism
Som politisk term står individualismen i motsatsställning till kollektivism. I sociologiskt avseende är det vanligen avsett som den kontext eller samhälle i vilket individer är fokala (minsta, ursprungliga) operationella enheter som står i motsättning till staten eller sociala grupper; den sociala kontexten består av föreställningar hos de enskilda människorna som ingår i den. 
Någonting som bör poängteras är att så kallad Statsindividualism har ett starkt stöd bland socialliberaler & socialdemokrater, då den fungerar som en symbios mellan individ och det offentliga. Denna ideologi ogillas däremot av konservativa och kristdemokrater, då dessa menar att stark individualism med en stor stat är ohälsosamt för människans roll i de små gemenskaperna.
Samhällen och grupper kan skilja sig åt vad gäller i vilken utsträckning de bygger på ett rådande allmänbeteende av antingen självmedvetenhet (individualistisk och styrt av ett omtvistat självintresse) eller "socialmedvetande" (grupporienterad och styrd av grupp- eller socialintresse). Det finns också en i sammanhanget relevant distinktion som dras mellan samvetessamhällen (där individens inre röst är norm) och skamsamhällen (till exempel det historiska Japan där harakiri förekom) å ena sidan, och å andra ett samhälle där människor söker sig till förebilder för att utröna huruvida en handling är acceptabel.
Den utsträckning i vilket ett samhälle eller en grupp är individualistisk kan skilja sig åt från en tid till en annan, och från ett land till ett annat. Som exempel kan nämnas det japanska samhället som är mer grupporienterat (beslut tenderar att tas av en grupp snarare än av individer), och det har hävdats att "det hämmar den personliga utvecklingen" (till skillnad från västvärlden). USA är vanligen betraktat som den individualistiska ytterligheten (men faktum är att en del av förklaringen till det offentligas jämförelsevis lilla roll i t.ex. sjukvård beror på amerikanska konservativa som fruktar att en stor stat slår ut egna initiativ och ersätter mellanmänskliga relationer), medan europeiska samhällen är mer benägna att tro på offentlig styrning, statlig finansiering, och byråkratiska initiativ.
J.K. Galbraith tecknade ett klassiskt porträtt av privat välmåga och offentligt förfall i USA, och privat förfall och offentlig välmåga i till exempel Europa, och att det finns en korrelation mellan individualism och grad av offentliga sektorns förnyelse och skatteuttag.
Individualism har ofta kontrasterats med antingen totalitarism eller kollektivism, men faktum är att det på sociologisk nivå är ett spektrum av beteenden med en glidande skala mellan länder med en liten offentlighet (till exempel USA) och blandsamhällen (Storbritanniens efterkrigstid) till kollektivistiska. Dessutom poängterar många kollektivister, i synnerhet anarkister eller socialliberaler, den enorma skillnaden mellan frisinnad kollektivism och totalitär manifestation.
Typiskt för individualism, som ibland är liktydigt med varianter av individualistisk anarkism, libertarianism eller klassisk liberalism, är att man tar för givet att individen vet bäst, och att offentliga makthavare eller samhället endast får ingripa i individuella angelägenheter om överhängande behov finns till att göra så (och för somliga riktningar inte ens i sådana fall).
För USA:s del kan individualismens ställning påverkats av att dess medborgare hade flytt undan statligt eller religiöst förtryck redan när nationen grundades, och inställningen dessutom var influerad av jämlikhets- och broderskapstanken som senare drev fram franska revolutionen. Sådana idéer påverkade initiativtagarna till den amerikanska konstitutionen som ansåg att regeringen skulle tala i försvar för individuella rättigheter i själva konstitutionen; denna tanke ledde sedan till Bill of Rights.
Individualism har negativa konnotationer i vissa samhällen, och associeras med egoism. Som exempel på det kan Japan nämnas igen, där att handla i egenintresse anses som mycket fult, som ett svek mot dem som man har skyldigheter gentemot (familjen och det företag man är anställd på). Att det inte finns en allmän sjukvård i USA, vilket dels är en följd av individualismen och enskilt ansvarstagande men även att civilsamhället förväntas sköta dessa uppgifter bättre (exempelvis är mormonkyrkan en av de största vårdgivarna i landet), är vitt kritiserat i hela Europa och andra länder där sjukvården är allmän och finansierad av skatter. Det är en utbredd uppfattning att allmän sjukvård är ett skydd för individen, ett klassiskt exempel på hur offentligt ingripande ibland kan anses legitimt och humant.
Förespråkare för sådana offentliga initiativ och ansvar, slår fast att deras grundtanke är till gagn för individen, och att en alltför långt driven individualism faktiskt kan skada individerna själva. Motståndare vidhåller att dylika offentliga initiativ kan få oavsedda konsekvenser bortom de värden de är tänkta att försvara.

### Statsindividualism och civilsamhälle
Tveeggad är diskussionen om individuell frihet. I kontrast till J.K. Galbraith klassiskt porträtt av privat välmåga/förfall och offentligt förfall/välmåga, visar de nordiska länderna på en annan utveckling där offentlig välmåga kombineras med privat välmåga. Enligt idéhistorikern Peter Antman är det "få välfärdsstater är lika konsekvent uppbyggda kring idén om individuell autonomi som Sverige. Nästan alla våra välfärdssystem är kopplade till den enskilda personen, inte till familjen eller till arbetet som är så vanligt i andra västländer."
De nordiska ländernas utveckling av välfärdsstater har inneburit, i synnerhet för Sveriges del, en förstärkning av individens frihet genom att staten givit individerna ökade möjligheter till egna val och frihet från traditioner (exempelvis religion, välgörenhet) och familjeberoende (att familjen/släkten tar hand om varandra). Denna princip kallas statsindividualism, som princip/ideologi förutsätter en stark individ och en stark stat. Statsindividualismen växte fram i Sverige på 1960- och 1970-talet. I en grafisk återgivning (Inglehart-Welzel Cultural Map of the World) kan denna avvikelse studeras. Den statsindividualistiska tanken finner mycket sin motsats i begreppet civilsamhället.
Den statsindividualistiska ideologin som dominerat det politiska livet i Sverige alltsedan 1960-talet har inneburit att svenska folket är individualistiska i en större utsträckning än vad som är det vanliga i västvärlden. Libertarianer förkastar den bilden av Sverige, eftersom man för att leva här är näst intill tvingad att vara kollektivansluten. Även företagen har accepterat/tvingats acceptera kollektivavtalen. Detta gör kollektivismen i Sverige osynlig för dem som är inne i systemet, men smärtsamt svår att gå emot för de individer som inte vill underkasta sig dess konformism.

### Kapitalism och individualism
Karl Marx hävdade att produktionens struktur (ekonomins struktur) avgörs av samhällsstrukturen, och det är tveklöst så att många trender som uppkommit i ekonomin (ofta förbundna med utvecklingen inom industrin och marknaden) påverkar samhället och det sätt som människor interagerar på. Till exempel har uppfinningarna bilen och flygplanet tillsammans med ändrade ekonomiska förutsättningar, sammanfallit med många viktiga förändringar i interpersonella relationer och för familjemönster. Marx kallade denna teori historisk materialism.
Kritiker av modern kapitalism polemiserar ibland att kapitalismen i praktiken inte vilar på individer utan huvudsakligen på företag och institutioner, och att individers roll i mycket bestäms av dessa institutioner. Jämfört med olika former av politisk kollektivism är emellertid kapitalism fortfarande betraktad som individualistisk eftersom den ger samma juridiska privata äganderätt till alla individer.
Individualanarkismen är en socialistisk och radikal individualistisk ideologi som kritiserar den kapitalistiska ekonomin. Individualanarkister hävdar att kapitalismen ser till att gynna privilegierade i samhället istället för att maximera friheten hos hela befolkningen, därmed anser individualanarkister att kapitalismen inte kan betraktas som en form av individualism.

## Vetenskapsteoretisk individualism
Ontologisk individualism är en teori att det inte finns några egentliga grupper, bara individer. Denna teori står i motsats till holism.
Metodologisk individualism innebär, att studier utgår från individen och dess egna förutsättningar, delvis för att förespråkare anser att samhällen ytterst utgörs av dessa individer och en kunskap om samhället följaktligen inte kan nås på annat sätt. Jämför subjektivism.